# ニュージャージー植民地
ニュージャージ植民地（ニュージャージしょくみんち、英:Province of New Jersey）は、1674年から1702年まで、現在のアメリカ合衆国ニュージャージー州の領域に存在したイギリス領植民地である。当初の植民地領域は現在のものよりやや大きく、現在のニューヨーク州の一部に拡がっていた。

## 入植と初期の歴史
オランダはそのニューネーデルラント植民地からイギリスの北アメリカ植民地の大西洋貿易を妨害していた。この植民地の土地は1664年9月にリチャード・ニコルズが占領した後で、イギリスがオランダから獲得したニューネーデルラント植民地の一部だった。イギリスは、イギリス人ジョン・カボットが最初にこの場所を発見したことで、占領を正当化した。この植民地の占領後、ニコルズはニューアムステルダムとニューネーデルラントの残りの副知事となった。ニコルズは財産権、相続法および信教の自由を保障した。

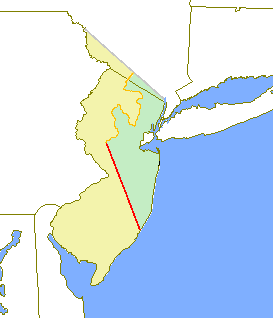
当初の西および東ニュージャージ植民地はそれぞれ黄色と緑色で示す。キース線は赤色、コックス・アンド・バークレー線は橙色で示す。上部楔形部がニュージャージー州とニューヨーク州の間で論争となった地域である。

イギリス政府はこの領土をニューヨーク植民地の一部としてヨーク公ジェームズに渡した。ニューヨーク植民地のうち、ハドソン川とデラウェア川の間の地域が、負債決済の代償としてヨーク公からジョージ・カートレット（George Carteret）卿に渡された。新しい植民地はカートレットの先祖伝来の地であるジャージー島に因んで名付けられた。ニュージャージーの他の部分はヨーク公の親しい友人であったストラットンのバークリー（Berkeley）卿に売却された。この結果、カートレットとバークリーがニュージャージーの2人のイギリス人領主になった。
ニュージャージーは東ジャージー（East Jersey）と西ジャージー（West Jersey）に分かれた。東西ジャージーの正確な境界はしばしば論争の対象になった。2つの植民地の境界は大西洋から北に今日のアトランティックシティに伸びていた。この境界線はジョージ・キース（George Keith）によって作られ、現在でもバーリントン郡とオーシャン郡の境界、およびハンタードン郡とサマセット郡の境界になっている。キース線はリトルエッグ・ハーバー・タウンシップ（Little Egg Harbor Township）の南部から北北西に伸び、タッカートン（Tuckerton）の直ぐ北を過ぎ、デラウェア峡谷の直ぐ北にあるデラウェア川のある地点に達する。後の1676年、クィンティパータイト証書（Quintipartite Deed）で論争が減った。資産論争を解決するためにより正確な測量と地図が作られた。これが1696年頃に引かれたソーントン線（Thornton Line）となり、1743年頃にはローレンス線（Lawrence Line）が引かれ、これが法的用途で最終的境界に採用された。
ニュージャージーの2人の領主は開拓者に土地街区を認定し、ニュージャージーの全住民に信教の自由を認める利権協定を成立させることで、より多くの開拓者を植民地に惹き付けようとした。英国国教会が国家宗教であるイギリス政府の下ではそのような信教の自由は無かった。土地と引き換えに開拓者はクィットレント（Quit-rent）と呼ばれる年賦を支払うものとされた。
フィリップ・カートレット（Philip Carteret）が2人の領主から指名されて、ニュージャージーの初代総督になった。カートレットは首都にエリザベスを選んだ。カートレットは即座に土地所有者達に追加認定を発行した。ウッドブリッジ、ピスカタウェイ、シュルーズベリー、ミドルタウンおよびニューアークなどの町が次々に現れた。開拓者の住居の多くは丸太小屋だった。丸太小屋の概念は初期スウェーデン人やドイツ人の開拓者がもたらしたものだった。ニュージャージーは海岸に接しているという理想的な位置にあったので、開拓者は農業、漁業および海の貿易に従事した。
クィットレントの考え方は、開拓者の多くが支払を拒否したために次第に難しくなった。開拓者の多くはニューヨーク植民地総督リチャード・ニコルズから土地を得ていたので、領主達には何も借りがないと主張した。このことでバークリーは西ジャージーを2人のイギリス人クエーカー教徒ジョン・フェンウィック（John Fenwick）とエドワード・ビリンジ（Edward Byllynge）に売らざるを得なかった。イギリスの国教会支配から信教の自由を求めてニュージャージーに家を構えるクエーカー教徒が増えた。
一方、領主のジョージ・カートレットが1680年に死んだ後、ニューヨーク植民地総督エドマンド・アンドロスが東ジャージーに対する主権を得ようとしたので、論争が始まった。しかし、アンドロスはフィリップ・カートレット総督をその座から追い出すことができなかったので、その後カートレット攻撃に動き、ニューヨークで裁判に持ち込んだ。カートレットはその後無罪とされた。さらに、東ジャージーと西ジャージーの住民の間や先住民族とニュージャージー住民の間、異なる宗派信徒の間に騒乱が持ち上がった。これら口論の最たる場合は、約21万エーカー (850 km2)の土地がニューヨークとニュージャージーの間で問題となった。これらの論争は1769年の王立委員会で解決された。

## 王領植民地
1702年4月15日、アン女王の統治下で2つの領主植民地は統合され、ニュージャージーは王領植民地となった。コーンベリー卿エドワード・ハイドが王領植民地の初代総督になった。しかし、ハイドは賄賂を取り土地に投機する無力で腐敗した支配者だった。1708年、コーンベリー卿はイギリスに呼び戻された。ニュージャージーはその後再びニューヨーク植民地総督の支配下になったが、このことがニュージャージー住民を激高させ、総督がニューヨーク植民地をひいきすることを非難した。ルイス・モリス判事が別々の総督が収めるように裁定し、1738年にイギリス王ジョージ2世によって総督に指名された。

## プリンストン
1746年、ニュージャージー大学（現在のプリンストン大学）が、ジョナサン・ディキンソン、アーロン・バー・シニア、およびピーター・ヴァン・ブラフ・リビングストンを含む大覚醒「ニューライターズ」の集団によってエリザベスタウンに設立された。1756年、この大学はプリンストンに移された。

## ラトガース
1766年、クィーンズ大学（現在のラトガース大学）がジョージ3世からの勅許により、オランダ改革派牧師の手によってニューブランズウィックに設立された。この大学は国王妃シャーロットに因んで命名された。